# Víctor Hugo Doria
Víctor Hugo Doria Torrente (Comodoro Rivadavia, Chubut, Argentina, 20 de junio de 1948) es un exfutbolista argentino que jugaba como defensa. Su primer club fue el C. A. San Lorenzo de Almagro, pero desarrolló la mayor parte de su carrera en el Real Sporting de Gijón de España.

## Trayectoria
Inició su carrera como futbolista en 1968 jugando para el C. A. San Lorenzo de Almagro, con quien se proclamó campeón del Torneo Metropolitano en el año de su debut. En 1972 fue cedido al Asociación Deportivo Cali colombiano, aunque regresó al San Lorenzo para conquistar de nuevo el torneo metropolitano de 1972, así como Torneo Nacional también en 1972. Se mantuvo en el club hasta 1973, momento en que se trasladó a España para fichar por el Real Sporting de Gijón. Allí compitió durante diez temporadas en las que cosechó un subcampeonato de la Primera División en la campaña 1978-79, y dos de la Copa del Rey en 1981 y 1982. Puso fin a su carrera deportiva al término de la temporada 1982-83.

## Clubes
| Club                   | País      | Año       |
| ---------------------- | --------- | --------- |
| San Lorenzo de Almagro | Argentina | 1968-1971 |
| Deportivo Cali         | Colombia  | 1972      |
| San Lorenzo de Almagro | Argentina | 1972-1973 |
| Real Sporting de Gijón | España    | 1973-1983 |

## Palmarés

### Campeonatos nacionales
| Título           | Club                   | País      | Año    |
| ---------------- | ---------------------- | --------- | ------ |
| Primera División | San Lorenzo de Almagro | Argentina | M-1968 |
| Primera División | San Lorenzo de Almagro | Argentina | M-1972 |
| Primera División | San Lorenzo de Almagro | Argentina | N-1972 |